# Relatività. Esposizione divulgativa
Relatività. Esposizione divulgativa (Über die spezielle und allgemeine Relativitätstheorie (gemeinverständlich)) è un'esposizione in forma divulgativa della teoria della relatività generale, scritta da Albert Einstein e pubblicata la prima volta in tedesco nel 1916.

## Storia editoriale
Nel 1916 Einstein scrisse Die Grundlagen der allgemeinen Relativitätstheorie, un'esposizione della teoria della relatività generale, pubblicata poi su Annalen der Physik, in una forma più esauriente e più comprensibile rispetto alle conferenze settimanali tenute nel novembre 1915. Nello stesso periodo lavorò a una versione dell'esposizione adatta anche al lettore profano, Über die spezielle und allgemeine Relativitätstheorie (gemeinverständlich). Einstein arricchì questo libro con vari esperimenti mentali che potessero dare al lettore un'idea intuitiva delle sue teorie. L'intento dello scienziato è chiaro già dalla prefazione del libro:
Nel 1920 l'opera venne pubblicata per la prima volta in inglese con il titolo di Relativity: The Special and the General Theory. Successivamente Einstein pubblicò ben 15 edizioni del libro in lingua inglese aggiungendo talvolta nuove appendici.

## Composizione
L'opera è composta da tre parti: teoria della relatività ristretta, teoria della relatività generale e considerazioni sull'universo inteso come un tutto. Le edizioni successive si sono poi arricchite di varie appendici, una delle quali tratta della conferma empirica della teoria della relatività generale con riferimento specifico alla precessione del perielio dell'orbita di Mercurio. Nella quindicesima e ultima edizione dell'opera viene introdotta un'esposizione in cui Einstein dimostra come il concetto di spazio sia cambiato in seguito alla influenza della teoria relativistica.

### Edizioni
- (DE) Albert Einstein, Über die spezielle und die allgemeine Relativitätstheorie (gemeinverständlich), Braunschweig, Vieweg, 1917.
- (EN) Albert Einstein, Relativity: The Special and the General Theory: Popular Exposition, traduzione di Robert W. Lawson, Londra, Methuen & Co. Ltd, 1920.
- Albert Einstein, Relatività: Esposizione divulgativa, a cura di Virginia Geymonat, Torino, Paolo Boringhieri, 1960.
- Albert Einstein, Relatività. Esposizione divulgativa e scritti classici su Spazio Geometria Fisica, a cura di Virginia Geymonat, Torino, Bollati Boringhieri, 2011, ISBN 978-88-339-2199-0.